# Descurainia lemsii
Descurainia lemsii Bramwell, es una especie de planta perteneciente a la familia de las brasicáceas.

## Distribución geográfica
D.lemsii es un endemismo de Tenerife en las Islas Canarias.

## Características
Dentro del género se diferencia por sus hojas bipinnatisectas, con lóbulos linear-lanceolados de color gris. Las silicuas poseen numerosas semillas y pedúnculos erectos.

## Taxonomía
Descurainia lemsii fue descrito por David Bramwell y publicado en Cuadernos de Botánica Canaria 17: 24. 1973.
Etimología
Descurainia: nombre genérico dedicado a François Descuraine (1658-1740), farmacéutico francés.
lemsii: epíteto dedicado a Kornelius Lems (1931-1968), botánico norteamericano que investigó en Canarias. 